# Helmert (cráter)

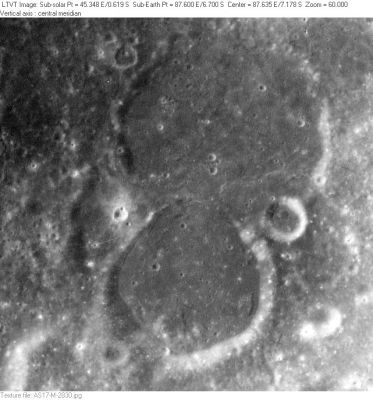
Cráteres Kao (arriba) y Helmert (abajo)

Helmert es un cráter de impacto lunar situado en el extremo sur del Mare Smythii. Se encuentra cerca del limbo oriental de la Luna, y desde la Tierra se ve prácticamente de lado. Su visibilidad está fuertemente afectada por el fenómeno de la libración de la Luna en su órbita.
|  |

Forma parte de una pareja de cráteres combinados, con el cráter de similar tamaño Kao en su lado norte. Los dos brocales presentan un hueco en su zona de unión, con las plataformas interiores regeneradas por flujos de lava, dejando una superficie plana que conecta ambos cráteres. Este suelo carece prácticamente de rasgos distintivos, y presenta el mismo bajo albedo que el mar lunar situado al norte. El borde exterior presenta un pequeño cráter unido al borde oriental de la brecha norte, aunque no incluye ningún otro impacto notable más.
El nombre del cráter fue aprobado por la UAI en 1973.